# What Makes You Beautiful
«What Makes You Beautiful» —en español: lo que te hace hermosa— es el sencillo debut de la boy band británico-irlandesa One Direction, perteneciente a su primer álbum de estudio, Up All Night, de 2011. La canción fue escrita por Carl Falk, Rami Yacoub y Savan Kotecha, mientras que su producción musical quedó a cargo de los dos primeros. Sony la lanzó en Australia el 11 de septiembre de 2011 a través de iTunes y un día después publicó su CD en el Reino Unido. John Urbano dirigió el vídeo musical del tema, el cual One Direction publicó el 19 de agosto de 2011 en YouTube.
El tema contó con comentarios tanto positivos como negativos por parte de los críticos musicales. También fue seleccionada por ellos como la décima mejor canción de 2012. Puesto que tuvo una buena recepción comercial, alcanzó la primera posición en las listas del Reino Unido, Irlanda y Escocia. One Direction interpretó el sencillo en vivo por primera vez el 10 de septiembre de 2011 en el programa Red or Black?. Luego, lo cantaron en los premios BBC Radio 1 Teen el 9 de octubre del mismo año, junto a la otra canción publicada en el sencillo, «Na Na Na». Además, «What Makes You Beautiful» recibió un premio Brit por haber ganado la candidatura de mejor sencillo británico, mientras que su vídeo musical ganó el premio a mejor vídeo de 2011 en los premios 4Music Video Honours.
El elenco de la serie Glee versionó la canción en el decimonoveno episodio de su tercera temporada, «Prom-asaurus». Asimismo, apareció como una de las canciones del videojuego Just Dance 4. Manuel, concursante del programa de canto mexicano La Academia, interpretó su propia versión para el octavo concierto del programa. El grupo Emblem3 realizó un popurrí de «My Girl», «California Gurls» y «What Makes You Beautiful» para su presentación en The X Factor. Para septiembre de 2012, ya había vendido un total de siete millones de copias a nivel mundial.

## Antecedentes y descripción

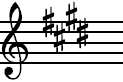
La canción está compuesta en la tonalidad mi mayor.

Luego de que quedasen en el tercer lugar de la séptima temporada de The X Factor (UK), la banda firmó un contrato con Syco Music para comenzar las grabaciones de su primer disco. La canción fue escrita por Carl Falk, Rami Yacoub y Savan Kotecha, mientras que su producción musical quedó a cargo de los dos primeros. Tras finalizar la grabación del tema en los Cosmos Studios y Kinglet Studios de Estocolmo, Suecia, la banda admitió que les llevó mucho tiempo grabarlo, pero que estaban felices con el resultado, denominándolo como «perfecto». En una entrevista con la revista Top of the Pops, Zayn Malik dijo que: «Estoy emocionado porque he estado trabajando en esto toda mi vida y finalmente está sucediendo [...] Estamos viendo más allá de la reacción, pero no estamos al 100% seguros de lo que vaya a suceder». Más tarde, Louis Tomlinson agregó que «hay mucha expectativa [...] Todos los aficionados saben que hemos estado ocupados grabando, así que hay un poco de presión».
La estación de radio británica BBC Radio 1 reprodujo «What Makes You Beautiful» por primera vez el 10 de agosto de 2011. Luego, Sony lo lanzó como sencillo en Australia el 11 de septiembre del mismo año a través de iTunes y un día después publicó su CD en el Reino Unido. Robert Copsey de Digital Spy comparó la guitarra melódica de la canción con la de los temas «All About You» de McFly y «Raise Your Glass» de P!nk. Su letra habla acerca de una chica que no sabe que es hermosa, y no necesita maquillaje ni ser insegura con respecto a su apariencia. De acuerdo con la partitura publicada en Musicnotes, «What Makes You Beautiful» es una canción de género pop y teen pop que cuenta con un tempo allegro de 120 pulsaciones por minuto y está compuesta en la tonalidad mi mayor. El registro vocal de los miembros de la banda se extiende desde la nota si bemol mayor hasta la sol menor.

## Recepción

### Comentarios de la crítica
Robert Copsey, escritor de Digital Spy, la llamó «adorable, completamente inocente y destinada a causar un gran revuelo entre sus compañeros». Matthew Chisling de Allmusic nombró a «What Makes You Beautiful», «One Thing» y «Up All Night» como las mejores canciones de Up All Night. Sophie Goddard de Cosmopolitan llamó al sencillo «ridículamente pegadizo». Jack Murray, crítico del diario The Student, le dio al tema cinco puntos sobre cinco y lo llamó «el mejor sencillo pop de 2011». Además, Murray elogió la composición y la producción ligera de este. El sitio CBBC, división de BBC, escribió una reseña acerca de la pista, en donde le otorgó cuatro puntos sobre cinco y comentó que:

«Piensa en el verano, el sol, una fiesta en la playa con tus amigos, y obtendrás el ambiente general de "What Makes You Beautiful". Es un clásico pop, divertido, optimista e increíblemente pegadizo. A pesar de que la introducción suena como el inicio de "Summer Loving", del musical Grease, y el estribillo nos recuerda a "Light Up the World", de Glee».

Bill Lamb de About.com le dio cuatro estrellas de cinco y agregó que: «"What Makes You Beautiful" es amistosa, suave y divertida». También la incluyó en su lista de las diez mejores canciones de One Direction, donde ubicó la tercera posición. Katherine St Asaph del sitio Pop Dust calificó al tema con cuatro puntos y medio de cinco y agregó que «es increíblemente fácil para las pistas como estas ser sentimentaloides; sentimientos sosos en temas aún más sosos, pero hay que decir en favor de One Direction que no son sosos en lo absoluto». Jason Lipshutz de la revista Billboard, en su revisión de Up All Night, comentó que «es sencillo de escuchar, [es por eso] que ha impactado. Como los éxitos más duraderos de 'N Sync, [posee] un toque fresco de electropop».

### Recepción comercial
Tras su publicación, «What Makes You Beautiful» contó con una buena recepción comercial alrededor del mundo, mayoritariamente en el continente europeo. En Irlanda, debutó en la posición número uno del conteo Irish Singles Chart y se mantuvo allí durante cuatro semanas consecutivas. Para fin de año, se convirtió en el decimocuarto sencillo más vendido de 2011 en dicho país. En el Reino Unido, también debutó en la primera posición del ranking británico UK Singles Chart con un total de 153 965 copias vendidas en su primera semana, lo que lo convirtió en el mejor debut de ese año, por lo que superó a «Grenade» de Bruno Mars, el cual había vendido 149 834 copias treinta y cinco semanas atrás. Para finales de 2011, la canción vendió un total de 540 000 copias digitales en el país, lo que la convertía en la vigésima canción más vendida de ese año. A finales del año próximo, había vendido alrededor de 781 000 copias, lo que la convierte en la sexta canción más vendida por un acto salido de The X Factor. Para octubre de 2013, alcanzó casi 900 mil copias, por lo que subió al segundo puesto de los debuts de The X Factor más vendidos, además en el más vendido por un no-ganador. Hasta agosto de 2015, la canción ha vendido un total de 978 000 en ese territorio. En Escocia, debutó en la primera posición de la lista Scottish Singles Chart en la semana del 24 de septiembre de 2011. También alcanzó las posiciones número ocho, dieciséis, diecinueve, veinte, veintiocho, veintinueve, treinta y nueve, cuarenta y dos y cuarenta y cuatro en las principales listas de Bélgica (región flamenca), Suiza, Bélgica (región valona), Finlandia, Austria, Suecia, Francia y los Países Bajos, respectivamente.
En Australia, debutó en la posición número quince de la lista Australian Singles Charts en la semana del 13 de noviembre de 2011. Ocho semanas después alcanzó el séptimo puesto, marcando así su posición más alta en el ranking. Luego, la ARIA certificó al tema con seis discos de platino por vender más de 420 000 copias en el país. En Nueva Zelanda, debutó en el decimosexto lugar del conteo New Zealand Singles Chart. A la semana siguiente, ascendió hasta la tercera posición y se mantuvo allí durante dos semanas consecutivas. En su cuarta semana, alcanzó el segundo puesto, marcando así su lugar más alto en el conteo neozelandés. A quince semanas de haber debutado en la lista, «What Makes You Beautiful» recibió dos discos de platino por haber vendido más de 30 000 copias en dicho país.
En Norteamérica contó con una recepción positiva. En los Estados Unidos alcanzó la posición número cuatro en el ranking Billboard Hot 100, así como la número tres en Digital Songs y Pop Songs, y la cinco en Radio Songs. Para finales de marzo de 2015, el sencillo había vendido más de 4,750,000 copias digitales en el país. Además, también obtuvo cuatro discos de platino por parte de la RIAA. En Canadá, alcanzó la séptima posición de la lista Canadian Hot 100 y recibió cuatro discos de platino por tener ventas superiores a las 320 000 copias digitales.

## Promoción

### Vídeo musical

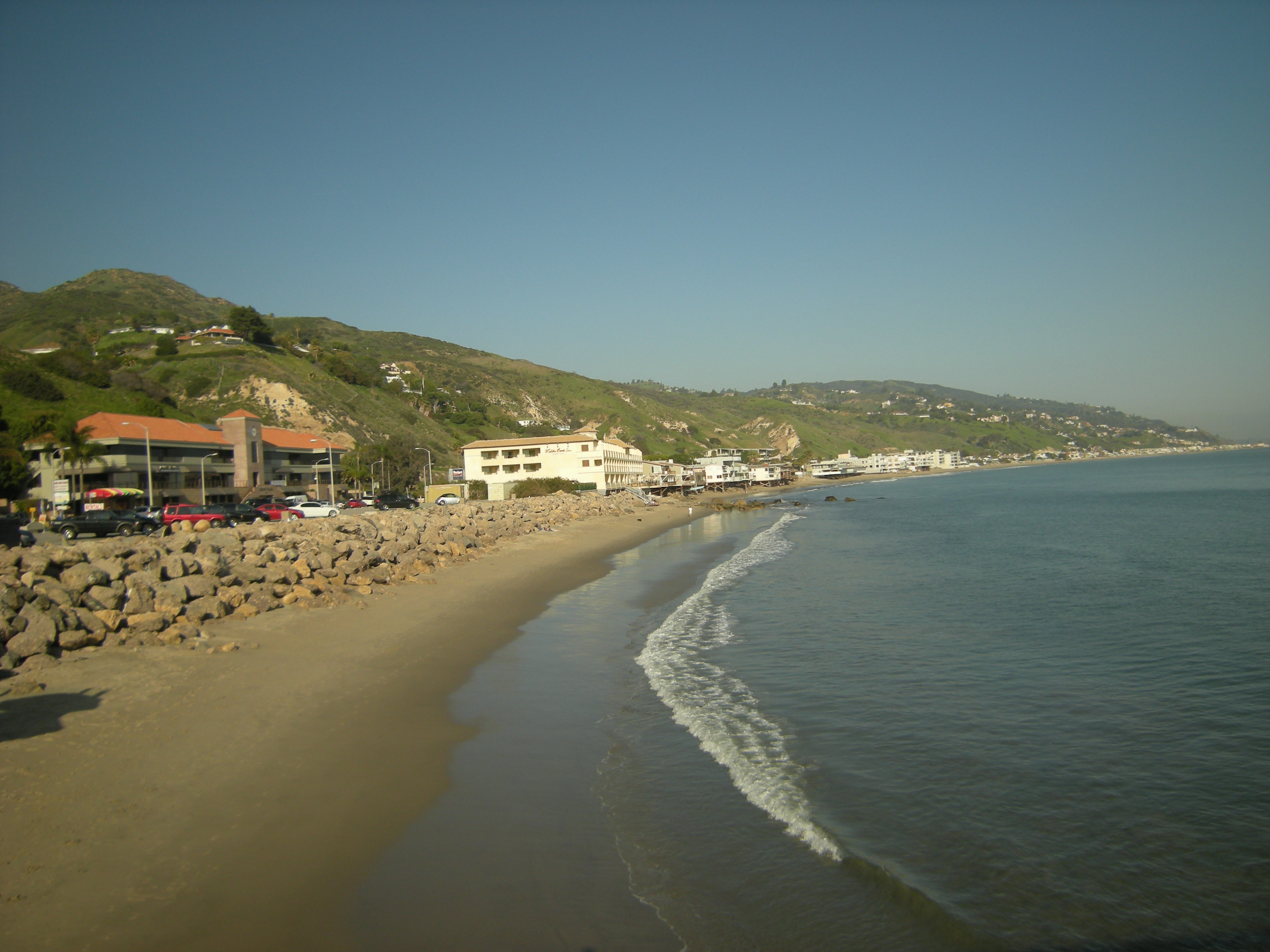
La costa de Malibú, lugar donde transcurre la trama del vídeo.

John Urbano dirigió el vídeo musical de «What Makes You Beautiful». Previo a su lanzamiento, la banda publicó cinco adelantos de este en YouTube los días 14, 15, 16, 17 y 18 de agosto de 2011.
Finalmente, One Direction lanzó el vídeo un día después de haberse publicado el quinto adelanto. Su trama transcurre en la playa de Malibú, en donde los miembros de la banda conducen en una furgoneta naranja, establecen un campamento junto a la playa y coquetean con algunas chicas. El videoclip recibió el premio al mejor vídeo de 2011 en los premios 4Music Video Honours y para julio de 2013 obtuvo más de 420 millones de reproducciones en YouTube. Simultáneamente, se convirtió en el cuarto vídeo más visto del año en el Reino Unido, sólo detrás de «Grenade» de Bruno Mars, «Born This Way» de Lady Gaga y «Eyes Wide Shut» de JLS y Tinie Tempah. Además, el sitio Sugarscape lo nombró «el vídeo más sexy de todos los tiempos». El 6 de septiembre, One Direction asistió a los MTV Video Music Awards de 2012 para recibir los premios al mejor vídeo pop, mejor vídeo de un artista nuevo y vídeo más digno de compartir, obtenidos por el videoclip de la canción.

### Interpretaciones en directo
One Direction interpretó el sencillo por primera vez el 10 de septiembre de 2011 en el programa Red or Black?. Luego, lo cantaron en los premios BBC Radio 1 Teen junto con su lado b, «Na Na Na», el 9 de octubre del mismo año. El 4 de diciembre, se presentaron en The Jingle Bell Ball 2011 para interpretar sus tres primeros sencillos: «Gotta Be You», «One Thing» y «What Makes You Beautiful». Ocho días después, hicieron un popurrí junto a JLS de «She Makes Me Wanna» y «What Makes You Beautiful» en la octava temporada de The X Factor (UK). El 12 de marzo de 2012, One Direction asistió al programa matutino estadounidense Today Show para presentar el tema. También lo interpretaron en los premios Kids Choice y en Saturday Night Live el 31 de marzo de 2012 y el 7 de abril del mismo año, respectivamente. El 18 de abril, asistieron a los premios Logie para interpretar «What Makes You Beautiful» y «One Thing». Luego, interpretaron la canción en el cierre de las Olimpiadas de Londres 2012. El 7 de octubre de 2012 la volvieron a interpretar junto con «Live While We're Young», «Up All Night» y otras canciones de su disco debut Up All Night.
El 10 de noviembre fueron al programa The Ellen DeGeneres Show para interpretarla nuevamente junto a «One Thing», «Live While We're Young» y «Little Things». Tres días más tarde, la interpretaron por segunda vez en el programa Today Show, junto a los dos primeros sencillos de Take Me Home. El 30 de noviembre y el día posterior, realizaron dos conciertos en la Mohegan Sun Arena de Uncasville, Connecticut, donde interpretaron un total de dieciocho temas, entre estos, «What Makes You Beautiful». El 3 de diciembre dieron un concierto igual en el Madison Square Garden. Ha sido interpretada por el quinteto en sus giras Up All Night Tour, Take Me Home Tour y Where We Are Tour.

## Formatos
- Descarga digital

| «What Makes You Beautiful» — Sencillo |                            |          |  |
| N.º                                   | Título                     | Duración |  |
| 1.                                    | «What Makes You Beautiful» | 3:18     |  |
| 2.                                    | «Na Na Na»                 | 3:05     |  |

## Posicionamiento en listas

### Semanales
| Alemania          | German Singles Chart      | 40  |
| Australia         | Australian Singles Chart  | 7   |
| Austria           | Austrian Singles Chart    | 28  |
| Bélgica (Flandes) | Ultratop 50               | 8   |
| Bélgica (Valonia) | Ultratop 40               | 19  |
| Canadá            | Canadian Hot 100          | 7   |
| Dinamarca         | Danish Singles Chart      | 26  |
| Escocia           | Scottish Singles Chart    | 1   |
| Eslovaquia        | Radio Top 100 Chart       | 42  |
| España            | Spanish Singles Chart     | 40  |
| Estados Unidos    | Billboard Hot 100         | 4   |
| Estados Unidos    | Pop Songs                 | 3   |
| Estados Unidos    | Digital Songs             | 3   |
| Estados Unidos    | Radio Songs               | 5   |
| Estados Unidos    | Dance/Club Play Songs     | 1   |
| Finlandia         | Finnish Singles Chart     | 20  |
| Francia           | French Singles Chart      | 39  |
| Irlanda           | Irish Singles Chart       | 1   |
| Japón             | Japan Hot 100             | 3   |
| México            | Mexico Airplay Chart      | 1   |
| Nueva Zelanda     | New Zealand Singles Chart | 2   |
| Países Bajos      | Dutch Top 40              | 63  |
| Reino Unido       | UK Singles Chart          | 1   |
| Rusia             | Russian Singles Chart     | 209 |
| Suecia            | Swedish Singles Chart     | 29  |
| Suiza             | Swiss Singles Chart       | 16  |

### Sucesión en listas
| Predecesor: «Moves like Jagger» de Maroon 5 & Christina Aguilera | Irish Singles Chart — Sencillo número uno 15 de septiembre de 2011 — 13 de octubre de 2011       | Sucesor: «We Found Love» de Rihanna & Calvin Harris              |
| Predecesor: «All About Tonight» de Pixie Lott                    | UK Singles Chart — Sencillo número uno 18 de septiembre de 2011 — 25 de septiembre de 2011       | Sucesor: «No Regrets» de Dappy                                   |
| Predecesor: «All About Tonight» de Pixie Lott                    | Scottish Singles Chart — Sencillo número uno 18 de septiembre de 2011 — 25 de septiembre de 2011 | Sucesor: «No Regrets» de Dappy                                   |
| Predecesor: «Where Have You Been» de Rihanna                     | Dance/Club Play Songs — Sencillo número uno 16 de junio de 2012 — 23 de junio de 2012            | Sucesor: «Calling (Lose My Mind)» de Sebastian Ingrosso & Alesso |

### Certificaciones
| País           | Organismo certificador | Certificación   | Unidades certificadas | Ref.   |
| -------------- | ---------------------- | --------------- | --------------------- | ------ |
| Australia      | ARIA                   | 10× Platino     | 700 000               | [ 42 ] |
| Bélgica        | BEA                    | Oro             | 15 000                | [ 83 ] |
| Canadá         | CRIA                   | 8× Platino      | 640 000               | [ 48 ] |
| Dinamarca      | IFPI — Dinamarca       | 2× Platino (ST) | 15 000                | [ 84 ] |
| Dinamarca      | IFPI — Dinamarca       | Oro (CD)        | 10 000                | [ 85 ] |
| Estados Unidos | RIAA                   | 4× Platino      | 4 000                 | [ 47 ] |
| Italia         | FIMI                   | Platino         | 30 000                | [ 86 ] |
| Japón          | RIAJ                   | Platino         | 250 000               | [ 87 ] |
| México         | AMPROFON               | 3× Platino      | 180 000               | [ 88 ] |
| Noruega        | IFPI — Noruega         | 7× Platino      | 70 000                | [ 89 ] |
| Nueva Zelanda  | RIANZ                  | 2× Platino      | 30 000                | [ 44 ] |
| Reino Unido    | BPI                    | 2× Platino      | 1 200 000             | [ 90 ] |
| Suecia         | GLF                    | 4× Platino      | 160 000               | [ 91 ] |
| Suiza          | IFPI — Suiza           | Platino         | 30 000                | [ 92 ] |

### Anuales
| Australia     | Australian Singles Chart  | 69 |
| Irlanda       | Irish Singles Chart       | 14 |
| Nueva Zelanda | New Zealand Singles Chart | 28 |
| Reino Unido   | UK Singles Chart          | 20 |

| Australia      | Australian Singles Chart  | 17 |
| Canadá         | Canadian Hot 100          | 13 |
| Estados Unidos | Billboard Hot 100         | 10 |
| Estados Unidos | Pop Songs                 | 15 |
| Estados Unidos | Digital Songs             | 7  |
| Estados Unidos | Radio Songs               | 19 |
| Nueva Zelanda  | New Zealand Singles Chart | 18 |
| Reino Unido    | UK Singles Chart          | 85 |
| Suiza          | Swiss Singles Chart       | 66 |

## Premios y nominaciones
«What Makes You Beautiful» recibió múltiples nominaciones en distintas ceremonias de premiación. A continuación, una lista con las candidaturas que obtuvo:
| Año  | Ceremonia de premiación      | Premio                          | Resultado | Ref.            |
| ---- | ---------------------------- | ------------------------------- | --------- | --------------- |
| 2011 | 4Music Video Honours Awards  | Mejor vídeo de 2011             | Ganador   | [ 16 ]          |
| 2012 | Brit Awards                  | Mejor sencillo británico        | Ganador   | [ 15 ]          |
| 2012 | Myx Music Awards             | Vídeo internacional favorito    | Nominado  | [ 100 ]         |
| 2012 | MuchMusic Video Awards       | Vídeo más distribuido en la red | Nominado  | [ 101 ]         |
| 2012 | Teen Choice Awards           | Mejor canción de amor           | Ganador   | [ 102 ]         |
| 2012 | Kids Choice Awards Argentina | Canción favorita                | Ganador   | [ 103 ]         |
| 2012 | MP3 Music Awards             | Premio IRP (Indie / Rock / Pop) | Nominado  | [ 104 ] [ 105 ] |
| 2012 | MTV Video Music Awards       | Mejor vídeo pop                 | Ganador   | [ 54 ]          |
| 2012 | MTV Video Music Awards       | Mejor vídeo de un artista nuevo | Ganador   | [ 54 ]          |
| 2012 | MTV Video Music Awards       | Vídeo más digno de compartir    | Ganador   | [ 54 ]          |
| 2012 | Kids Choice Awards México    | Canción favorita                | Ganador   | [ 106 ]         |
| 2012 | Premios Telehit              | Canción del público             | Ganador   | [ 107 ] [ 108 ] |
| 2013 | People's Choice Awards       | Canción favorita                | Ganador   | [ 109 ]         |
| 2013 | World Music Awards           | Mejor canción del mundo         | Nominado  | [ 110 ]         |
| 2013 | World Music Awards           | Mejor vídeo del mundo           | Nominado  | [ 111 ]         |
| 2013 | Kids Choice Awards           | Canción favorita                | Ganador   | [ 112 ]         |
| 2013 | Kids Choice Awards Brasil    | Música favorita                 | Ganador   | [ 113 ]         |
| 2013 | MTV Video Music Awards Japan | Mejor vídeo de un artista nuevo | Nominado  | [ 114 ]         |
| 2013 | MTV Video Music Awards Japan | Mejor vídeo de un grupo         | Nominado  | [ 114 ]         |

## Créditos y personal
- Composición: Carl Falk, Rami Yacoub y Savan Kotecha.
- Producción: Carl Falk y Rami Yacoub.
- Productor Ana Teresa Olea
- Grabación: Cosmos Studios y Kinglet Studios de Estocolmo, Suecia.
- Mezclas: Serban Ghenea en los MixStar Studios de Virginia Beach, Estados Unidos.
- Masterización: Tom Coyne en los Sterling Sound Studios de Nueva York, Estados Unidos.
- Guitarra: Carl Falk.
- Ingeniería: John Hanes y Phil Seaford.
- Bajo: Rami Yacoub.

Fuente: Discogs.